# 283461 Leacipaola
283461 Leacipaola este o planetă minoră (asteroid) din Mars-crossing asteroid⁠(d). A fost descoperită pe 14 august 2001 la San Marcello de Luciano Tesi⁠(d). 
Obiectul prezintă o orbită caracterizată de o semiaxă mare de 2,2462570469079 UAi, o excentricitate de 0,29, o înclinație de 6,5 ° în raport cu ecliptica.